# ライヴ・アット・武道館1980
『ライヴ・アット・武道館1980』 (LIVE AT BUDOKAN 1980) は、イエロー・マジック・オーケストラ（以下、YMO）のライブアルバム。

## 解説
- 1980年12月27日日本武道館で行われたYMOの演奏を収録。
- 「テクノポリス」以外は、同名のビデオと同じ音源が使用されている。
- さらにこの元となっている音源は1980年12月31日にフジテレビで放送された「Y.M.O '80ワールド・ツアー・イン・武道館」からとなっている。ただし、インタビューなどをカットしてある。
- サポートメンバーはYMO（向かって左から坂本龍一、高橋幸宏、細野晴臣）の後段に位置し、向かって左から大村憲司（ギター、バックボーカル。MAPSではメインボーカル）、松武秀樹（プログラマー）、矢野顕子（キーボード、バックボーカル、KANG TONG BOYではメインボーカル）。
- 26日の1000のナイフは、坂本がRolandでtr-808の試作機をテストしたところJupiterと一緒に使いたいと思って勝手に持ち出して使用したが、冒頭のクラップ音が予想より大きく鳴ってしまい、それを聴いていたRolandのエンジニアが持ち出しに気づいて、怒られてしまったので、27日は生ドラムに変更したという逸話がある。(20241130、松武秀樹氏と菊本忠男氏の談話より)

## 収録曲
1. RIOT IN LAGOS
オリジナルは坂本龍一のアルバム『B-2ユニット』収録。
2. THE END OF ASIA
テレビ放送時に冒頭部分がインタビューとかぶっていた関係で、その部分をカットしフェードインしたものを収録。
3. BEHIND THE MASK
4. NICE AGE
5. RYDEEN
6. MAPS
オリジナルは大村憲司のアルバム『春がいっぱい』収録。
7. LA FEMME CHINOISE
8. CITIZENS OF SCIENCE
9. SOLID STATE SURVIVOR
10. RADIO JUNK
11. KANG TONG BOYtkoro
オリジナルは矢野顕子のアルバム『ごはんができたよ』に、「在広東少年」で収録。
12. FIRECRACKER
ビデオではこの後に「タイトゥン・アップ」（録音したものを流し、YMOやサポートメンバーの他、前座公演者（サンディー&ザ・サンセッツ）・ダンサー・進行役(スネークマンショーの咲坂守・旗（バングラデシュ国旗とトルコ国旗)振り役など数名が踊っている所と「帰れ」コール（アンコール要求に対するコール）が収録されているが、CDではカットされている。これ以降はアンコール曲。
13. COSMIC SURFIN’
14. 1000 KNIVES
テレビ放映時には前半部分が大幅にカットされているが、CDではそれ以上にカットされている。
15. TECHNOPOLIS (LIVE at L.A.) モノラル収録。同名のビデオではカットされている。
このトラックのみ、1980年11月7日（現地時間）「HOLLYWOOD [A&M THE CHAPLIN STAGE]」公演での演奏。